# Кроненберг, Леопольд Леопольдович
Барон Леопо́льд-Юлиа́н Леопо́льдович Кро́ненберг (27 июля 1849, Варшава, Российская империя — 23 февраля 1937, Варшава, Польская Республика) — владелец банкирского дома в Варшаве, финансировал промышленные предприятия и железные дороги. 
Барон  Леопольд Кроненберг был одним из важнейших финансистов и банкиров в Польше  и  во всей Российской империи  того времени. Сын банкира Леопольда Кроненберга  (24 марта 1812 Варшава —5 апреля 1878 Ницца). Получил титул барона в 1893 году. Композитор-любитель. Герб рода баронов Кроненберг внесен в Часть 16 Общего гербовника дворянских родов Всероссийской империи, стр. 13.

## Биография
Леопольд Кроненберг родился в семье банкира и железнодорожного магната Леопольда Кроненберга  (1812-78) и его жены Розалии Лео. Оба родителя происходили из еврейских семей, которые приняли протестантизм, причем семья отца были кальвинистами. У Леопольда был также брат Станислав.
После окончания гимназии Леопольд Кроненберг изучал право, затем занялся изучением сельского хозяйства в Попельсдорфе, около Бонна. Еще при жизни отца Леопольд Кроненберг стал управляющим Санкт-Петербургского филиала Варшавского коммерческого банка. В 1887 году, однако, он был вынужден подать в отставку из-за болезни брата Станислава, чтобы уделить время управлению железными дорогами, в чем были заинтересованы в коммерческом банке Варшаве.
Леопольд Кроненберг принимал активное участие в различных общественных институтах. Он был президентом Общества взаимной помощи Музыкантов,  членом Политехнического комитета в Варшаве, и т.д.  В 1893 году в знак признания его выдающихся услуг по управлению большими коммерческими предприятиям, он был сделан наследственным бароном Российской Империи. 
Свои собственные музыкальные композиции Кроненберг издал под псевдонимом "Wiejesky". 
Был избран в Государственный Совет Российской империи, но отказался от места в 1910 году.  9 октября 1910 вместо него избран граф Генрих Потоцкий. 
Леопольд Кроненберг был женат на известной оперной певице (сопрано) Юзефине Решке (1855-1891), у них было двое детей: барон Леопольд Кроненберг (1891-1971) и баронесса Юзефина Роза (1889-1969). Незадолго до своей смерти, Леопольд Кроненберг перешёл в католицизм, чтобы он мог быть похоронен рядом с женой в фамильном склепе на кладбище «Старые Повонзки» в Варшаве.
Двоюродная сестра Эмилия была замужем за банкиром и экономистом И. С. Блиохом.